# Damphreux

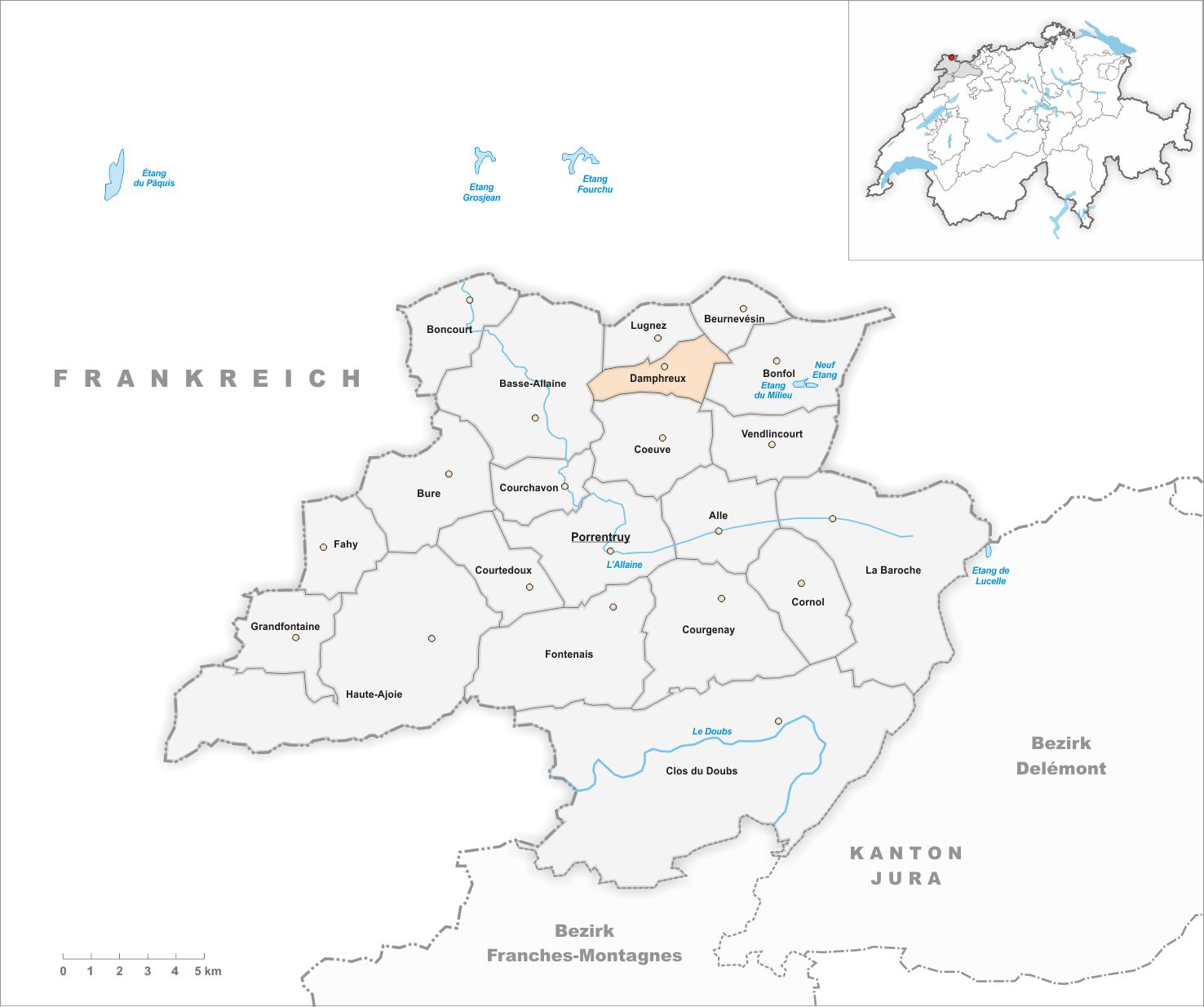
Gemeindestand vor der Fusion am 1. Januar 2023

Damphreux ist ein Dorf in der Gemeinde Damphreux-Lugnez im Distrikt Porrentruy des Kantons Jura in der Schweiz. Bis zum 31. Dezember 2022 bildete Damphreux eine eigene politische Gemeinde.

## Geographie

Luftbild (1950)

Damphreux liegt auf 420 m ü. M., 7 km nördlich des Bezirkshauptorts Porrentruy (Luftlinie). Das Bauerndorf erstreckt sich in der Talniederung der Coeuvatte und auf den angrenzenden Hängen, in der nördlichen Ajoie (deutsch Elsgau).
Die Fläche des 5,67 km² grossen Gemeindegebiets umfasst einen Teil der sanft gewellten Tafeljuralandschaft im Norden der Ajoie, die vom gewundenen Tal der Coeuvatte durchzogen wird. Im Osten reicht das Gebiet auf die Höhe von Les Côtaies (479 m ü. M.), im Norden in den Wald La Voivre. Nach Westen erstreckt sich die Gemeindefläche über die Höhe von Mohé bis in den Wald Le Banné, der mit 525 m ü. M. den höchsten Punkt von Damphreux bildet. Das Gebiet wird durch die Coeuvatte zur Allaine entwässert. Von der Gemeindefläche entfielen 1997 3 % auf Siedlungen, 32 % auf Wald und Gehölze, 64 % auf Landwirtschaft, und 1 % war unproduktives Land.
Zu Damphreux gehören mehrere Einzelhöfe. Nachbargemeinden von Damphreux waren Lugnez, Beurnevésin, Bonfol, Vendlincourt, Coeuve und Basse-Allaine.

## Bevölkerung
Mit 184 Einwohnern (Stand: 31. Dezember 2022) gehört Damphreux zu den kleinen Gemeinden des Kantons Jura. Von den Bewohnern sind 86,8 % französischsprachig, 11,5 % deutschsprachig und 0,6 % italienischsprachig (Stand 2000). Die Bevölkerungszahl von Damphreux belief sich 1850 auf 344 Einwohner, 1900 auf 294 Einwohner. Seither hat sie kontinuierlich abgenommen.

## Wirtschaft
Damphreux ist noch vorwiegend landwirtschaftlich geprägt und besitzt ausgedehnte fruchtbare Böden. Ausserhalb der Landwirtschaft gibt es im Dorf nur wenige Arbeitsplätze. Viele Erwerbstätige sind deshalb Wegpendler und arbeiten in Porrentruy oder in Boncourt.

## Verkehr
Die Gemeinde liegt an einer Regionalstrasse, die von Porrentruy durch Coeuve und Damphreux nach Frankreich führt. Durch einen Postautokurs, der auf der Strecke von Porrentruy nach Beurnevésin verkehrt, ist Damphreux an den öffentlichen Verkehr angeschlossen.

## Geschichte
Der Ort wird 1161 erstmals als Damfriol erwähnt. Später folgten die Bezeichnungen Dunfriol (1178) und Damphriol (1256). Der Name geht auf den Apostel Ferréol der Sequaner zurück und bedeutet Aufenthaltsort von Ferréol. Auf dem Gemeindegebiet hatten die Propstei Moutier-Grandval und das Kloster Saint-Ursanne Grundbesitz. Damphreux teilte die wechselvolle Geschichte der Ajoie, die 1271 zum ersten Mal an das Fürstbistum Basel kam. Vom 16. bis zum 18. Jahrhundert unterstand das Dorf dem Meieramt Coeuve. Von 1793 bis 1815 gehörte Damphreux zu Frankreich und war anfangs Teil des Département du Mont-Terrible, ab 1800 mit dem Département Haut-Rhin verbunden. Durch den Entscheid des Wiener Kongresses kam der Ort 1815 an den Kanton Bern und am 1. Januar 1979 an den neu gegründeten Kanton Jura.

## Sehenswürdigkeiten
Damphreux bildet zusammen mit dem nördlichen Nachbarort Lugnez eine Pfarrei. Die Pfarrkirche Saints-Ferréol-et-Ferjeux gilt als Mutterkirche der Ajoie, da sie schon im 11. Jahrhundert erwähnt wird. Der heutige Bau stammt von 1867. In einer Talmulde südöstlich des Dorfes befinden sich die Étangs de Damphreux, zwei ehemalige Fischweiher.

## Bilder

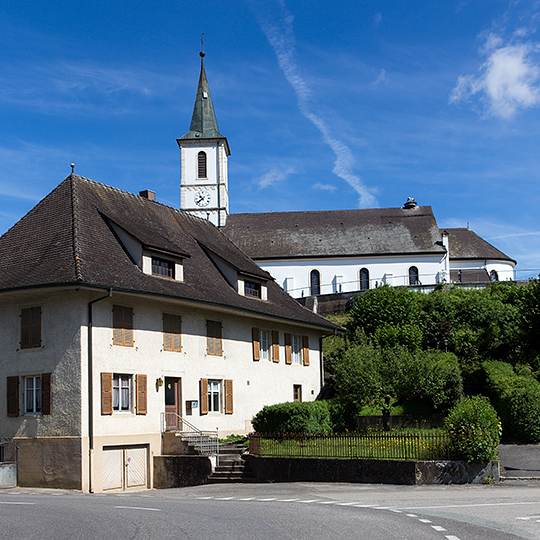
Dorfzentrum
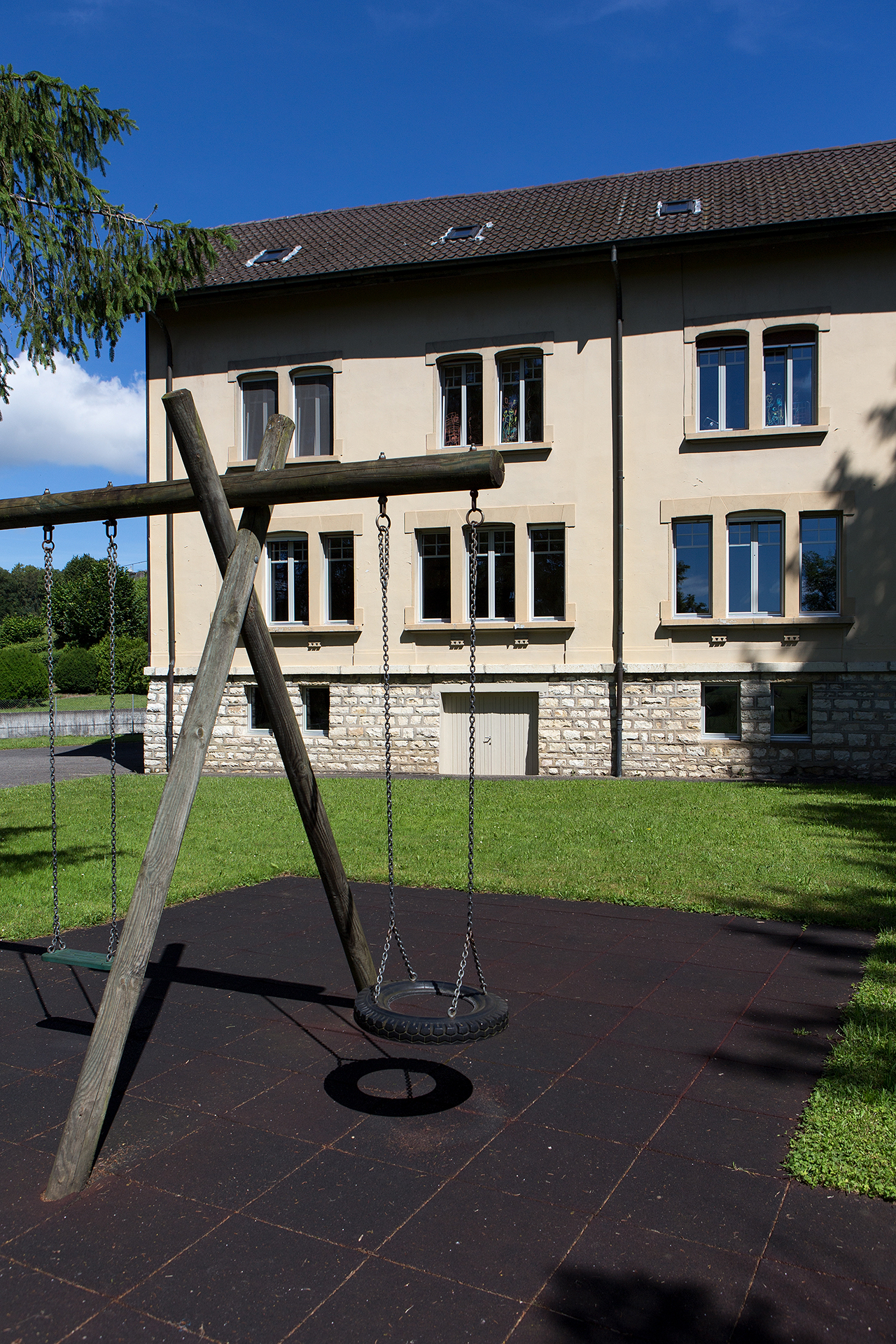
Primarschulhaus
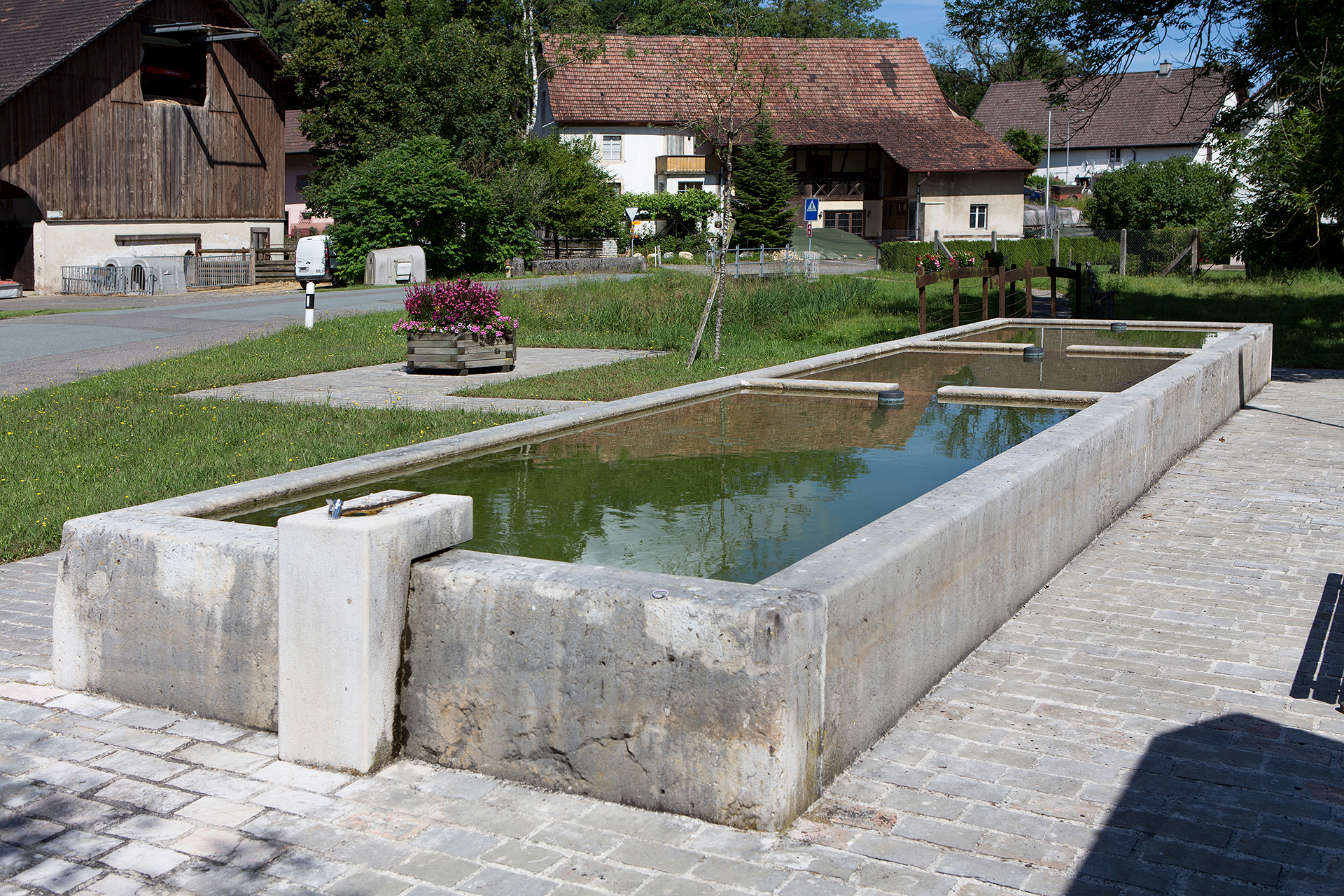
Alte Waschanlage
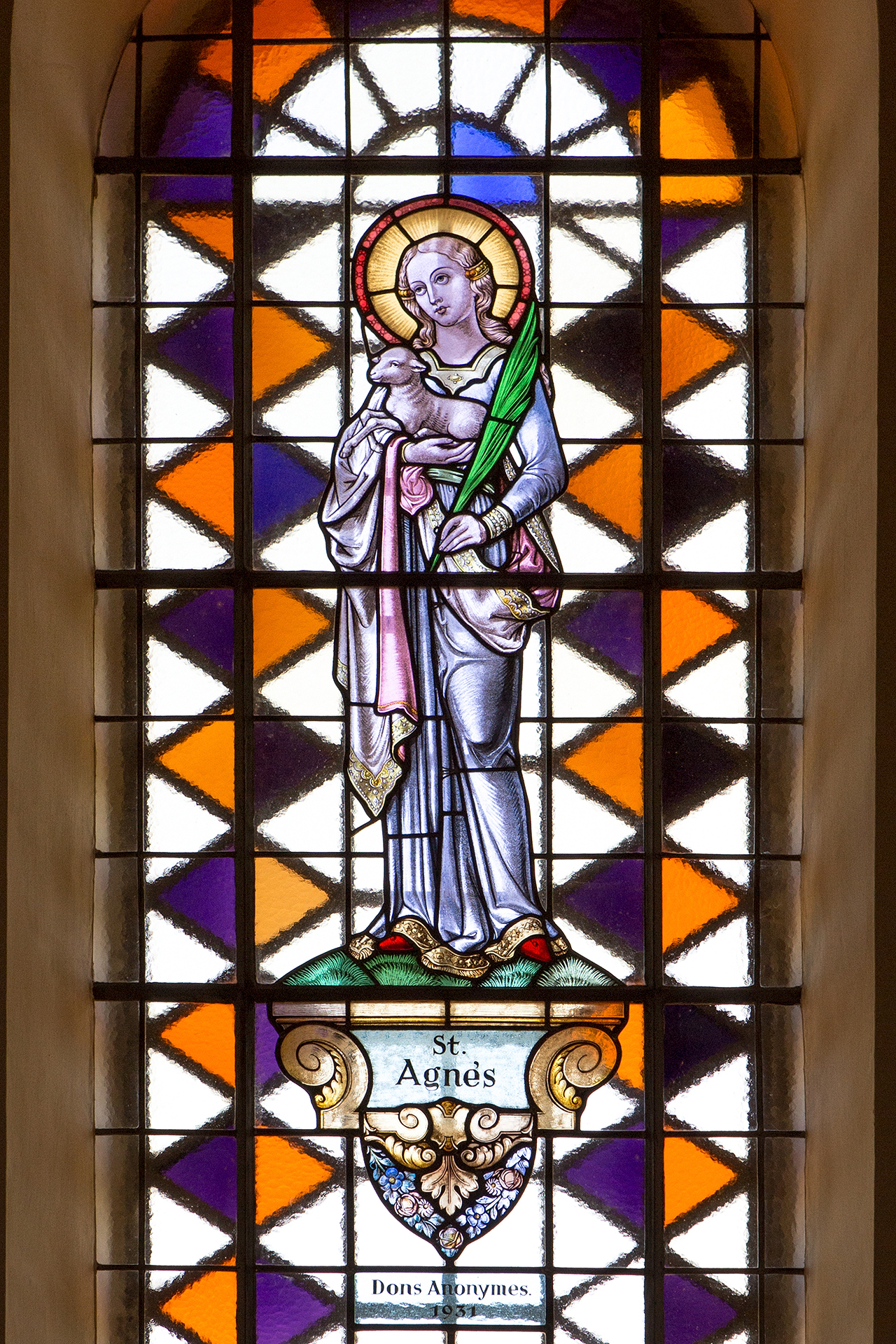
Kirchenfenster